# El dorado trópico
El dorado trópico è un romanzo breve di Carmen de Burgos pubblicato sulla rivista La Novela de Hoy nel 1930. Il romanzo, ambientato a L'Avana, è ispirato al viaggio di Burgos a Cuba tra il novembre 1925 e il gennaio 1926.
Il testo ha una struttura tale per cui i personaggi centrali della prima parte quasi scompaiono nella seconda. La prima parte celebra l'ambientazione esotica, mentre la seconda si concentra sulla storia dell'eroina. Ciò è probabilmente dovuto al fatto che la prima parte del libro è basata sull'esperienza dell'autrice a Cuba, mentre la seconda è basata sul tradimento di Ramón Gómez de la Serna dopo circa vent'anni di relazione.

## Trama

### La vita a L'Avana
Nel capitolo I, Federico ed Emilio, due spagnoli appena arrivati a L'Avana per sistemare gli affari della tenuta di un parente, incontrano Manuel, un cubano di origine spagnola che fa il cronista teatrale e li introduce alla brillante società cubana, che li affascina. Manuel racconta i dettagli della storia e della cultura di Cuba: si mangia poco, ma si ride molto.
Nel capitolo II, Manuel e i due amici spagnoli incontrano Miss Harry, un'amica statunitense di Manuel, la quale definisce "admirables" le celebrazioni e i rituali dei cubani. La vita di Miss Harry, Manuel e di coloro che non sono cubani, ma vivono a L'Avana, è una vita "violenta y sensual". Manuel porta i due amici a conoscere la sua famiglia, dove tra tante belle ragazze, tra le quali spicca la splendida Marirrosa, Emilio finirà per innamorarsi di Tula. La madre di Manuel descrive l'isola di Cuba agli spagnoli. Presso la festa a casa di Manuel compare anche Hidalgo, un altro cubano che si unisce al gruppo.
Nel capitolo III, durante una cena ospitata da Miss Harry, l'americana sfacciata e dispendiosa, compare Margot Mercedes, la vera protagonista del romanzo breve: la donna attira subito lo sguardo dei due spagnoli. Manuel la conosce, e così la invitano al loro tavolo. Federico propone di fare un'escursione fuori città il giorno dopo: Emilio non andrà con loro, perché è già impegnato con Tula e Marirrosa. Quella notte Federico parla con Hidalgo per avere informazioni su Mercedes. Mercedes è metà spagnola e metà francese, ha vissuto in Venezuela, Messico e Perù; ora è l'amante dell'uomo più ricco dell'isola, che ha fatto fortuna durante la prima guerra mondiale. Poiché in questo momento l'uomo si trova in Europa, la donna ha potuto accettare l'invito: in caso contrario, non sarebbe stato possibile, perché l'uomo è estremamente possessivo e non le lascia mai alcuna libertà.
Nel capitolo IV, la gita in campagna segna l'inizio della storia d'amore di Federico e Mercedes. Con loro c'è solo Hidalgo, che fa da cicerone e li porta ad assaggiare il caffè cubano e l'acqua di cocco raccolta dalle palme. Federico non vede in Mercedes quella donna di cui Hidalgo gli aveva raccontato la storia nel capitolo precedente. In generale, Cuba è descritta come una cartolina turistica, l'atmosfera è serena e spensierata.
Nel capitolo V, l'amore tra Federico e Mercedes, nato con tanta semplicità, è ormai diventato “di una tirannia insopportabile”. La colpa è della gelosia di Federico. Federico e Mercedes cercano una casa da condividere, poiché l'hotel sarebbe presto occupato da turisti nordamericani. Ci sono descrizioni di vari quartieri de L'Avana. Mercedes decide di parlare con Fernández, "l'arbitro dell'eleganza", uno degli uomini più importanti di Cuba. Mercedes si ritrova così ad ascoltare le lamentele di una giovane sposa sul marito ipercritico oi consigli di una femminista a un'amica. Infine, Fernández emette un duro giudizio, disapprovando il progetto della Mercedes.

### La storia di Margot Mercedes
Nel capitolo VI, i motivi della rottura tra Federico e Mercedes non sono narrati in modo esplicito, ma il fallimento dell'amore segna il declino della Mercedes, non per ragioni specifiche, ma per la folle velocità della ruota del successo a L'Avana. I sarti non vogliono più dargli credito, i gioielli finiscono nelle case in prestito, non ha macchina né servi, ha solo la domestica Blanquita. Alla fine, gli manca persino il cibo. Fernandez non lo riceve più. Una notte vede Federico e Mercedes ha una reazione di orgoglio, perché rifiuta i suoi soldi. Vede anche Emilio e Tula, sposi novelli. Pochi giorni dopo, anche Blanquita la lascia, senza chiedere il salario arretrato, per pietà.
Nel capitolo VII, Mercedes arriva in una baracca alla periferia dove un certo Felipe le offre un letto con la sua famiglia e lei cerca di tornare il più tardi possibile quando non trova nessuno sveglio. Il posto è sporco e squallido. Di notte, L'Avana puzza. Qui Mercedes incontra Fernanda, una pazza che la turba profondamente. Fernanda è impazzita per l'impossibilità di dare libero sfogo alla sua passione. Aveva molti corteggiatori per la sua bellezza, ma non era ricca e sua madre la osservava costantemente, quindi i corteggiatori scomparvero. Conoscendo Fernanda, Mercedes capisce che il suo declino potrebbe finire in una follia.
Nel capitolo VIII, presumibilmente, la situazione estrema ha portato Mercedes in ospedale e, una volta guarita, è stata trasferita in un centro di accoglienza, la "Casa delle Figlie di Spagna", grazie all'interesse di Emilio, che ora ha fatto carriera e onora la raccomandazione lasciata da Federico prima di tornare in Spagna. In quel ricovero Mercedes si sente isolata, depressa, senza amici. Di tutte le sue vecchie conoscenze, solo Hidalgo viene a trovarla di tanto in tanto e le ottiene il permesso di uscire ogni due settimane. Mercedes si sente di nuovo viva mentre cammina liberamente per la città e la seconda volta non torna più.
Nel capitolo IX, la Chinatown de L'Avana attira Mercedes perché non c'era mai stata. Entra nel teatro cinese perché sente di voler provare qualcosa di nuovo, di diverso. Ascolta la lingua senza capirla, ed è attratta dalla ricchezza delle sete e dai ricami degli abiti. L'uomo cinese seduto accanto a lei spiega che si tratta di un'opera teatrale scritta seicento anni prima su una giovane donna caduta in disgrazia che si suicida ma viene resuscitata dagli spiriti. L'uomo possiede un bazar, la invita a cena e poi a casa sua. Mercedes, ricordando sia le urla della pazza a casa di Felipe che il rifugio da cui era fuggita, lo segue docilmente.
Nel capitolo X, Mercedes è "metà amante e metà serva" dell'uomo cinese. Ha un'idea fissa di tornare in Europa, rifiutando l'idea di stabilità e vecchiaia. Ha intenzione di derubare l'uomo dei suoi soldi, perché accumula risparmi per tornare in Cina, ma quando la sorprende, Mercedes lo uccide. Mercedes guarda il morto e sa che nessuno di loro sarebbe mai tornato in patria e considera l'opzione di suicidarsi.

## Tematiche

### La Cuba degli anni 20
Nel suo romanzo Burgos racchiude informazioni di prima mano, tipiche del reportage di viaggio. Si descrivono i quartieri de L'Avana, i caffè e la piazza della cattedrale. Diversi sono i riferimenti storici: gli americani si ubriacano sull'isola per evitare il proibizionismo (1920-1933), c'è la crisi economica cubana, dopo gli anni di splendore durante la prima guerra mondiale, e si fa riferimento al calo del prezzo dello zucchero avvenuto tra il 1920 e il 1921 che aveva provocato il fallimento di molte banche e il suicidio di vari uomini d'affari. Si fa menzione di un Direttorio in Spagna, ovvero il Direttorio Civile di Miguel Primo de Rivera, e si riportano i cognomi dei presidenti americano e messicano: il romanzo è ambientato tra il 1925 e il 1926.

### Il razzismo
Il tema razziale è uno dei temi più importanti del romanzo e si ripete in diversi passaggi. Manuel fa notare che il popolo de L'Avana è diviso tra spagnoli e neri, e questi ultimi sono dediti al lavoro manuale. È indicato che i neri e i cinesi hanno poco cibo. Pensando alla cameriera nera Blanquita, Mercedes sottolinea la superiorità dei bianchi. Si parla anche della bellezza dei mulatti. La pelle dei cinesi è paragonata a quella dei malati. Nelle ultime pagine si sottolinea dunque come Mercedes avesse pregiudizi razziali.

### La figura della donna
Mercedes vive in un mondo dove esiste un modello di donna tradizionale e stereotipato e un nuovo modello di donna moderna non è ancora definito e consolidato. Mercedes sceglie l'indipendenza e il viaggio, supera la moralità tradizionale e ha molti amanti, ma alla fine si innamora di un uomo che la abbandonerà. Mercedes è dunque una donna moderna, ma non può essere veramente libera.